# Wilhelmina Wylie
Wilhelmina Wylie, més coneguda com a Mina Wylie, (North Sydney, Sydney, Nova Gal·les del Sud, 27 de juny de 1891 - Sydney, 6 de juliol de 1984) va ser una nedadora australiana que va competir a començaments del segle xx. El 1912, junt a la seva amiga Fanny Durack, fou una de les dues primeres australianes a disputar uns Jocs Olímpics en el programa de natació.
Wylie va créixer a South Coogee, Sydney, on el seu pare, Henry Wylie, va construir els banys Wylie el 1907, els banys comunals més antics conservats a Austràlia.
Després de competir en els campionats de natació d'Austràlia i Nova Gal·les del Sud durant la temporada 1910-1911 Wylie i Fanny Durack foren persuadides pels oficials perquè prenguessin part als Jocs Olímpics de 1912 a Estocolm, on per primera vegada les dones podien participar. Totes dues van disputar la prova dels 100 metres lliures, en què Durack va guanyar la medalla d'or i Wylie la de plata.
Wylie va competir als campionats de Nova Gal·les del Sud i d'Austràlia entre 1906 i 1934, i guanyà 115 títols, en estil lliure, esquena i braça. El 1975 fou inclosa en l'International Swimming Hall of Fame.